# Кармо-Нор
Кармо́-Нор (фр. Carmaux-Nord) — упразднённый кантон во Франции, находился в регионе Юг-Пиренеи, департамент Тарн. Входил в состав округа Альби.
Код INSEE кантона — 8106. Всего в кантон Кармо-Нор входили три коммуны, из них главной коммуной являлась Кармо.
Кантон был упразднён в марте 2015 года.

## Население
Население кантона на 2011 год составляло 8782 человека.
| 1962 | 1968 | 1975 | 1982 | 1990 | 1999 | 2006 | 2011 |
| ---- | ---- | ---- | ---- | ---- | ---- | ---- | ---- |
| —    | —    | —    | —    | —    | —    | 9083 | 8782 |

## Коммуны кантона
| Коммуна            | Население, чел. (2010) | Почтовый индекс | Код INSEE |
| ------------------ | ---------------------- | --------------- | --------- |
| Кармо              | 10 116                 | 81400           | 81060     |
| Розьер             | 764                    | 81400           | 81230     |
| Сен-Бенуа-де-Кармо | 2152                   | 81400           | 81244     |